# بات مكاي
بات مكاي (بالإنجليزية: Pat McKay)‏ هو لاعب كاراتيه بريطاني، ولد في 29 مايو 1957 في كيلمارنوك ‏ في المملكة المتحدة.

## وصلات خارجية
- بات مكاي على موقع KarateRec.com (الإنجليزية)